# Samostan Erdene Zuu
Samosta Erdene Zuu (mongolsko: Эрдэнэ Зуу хийд) je verjetno najzgodnejši ohranjen budistični samostan v Mongoliji. Nahaja se v provinci Övörkhangai, približno 2 km severovzhodno od središča Kharkhorina in v bližini starodavnega mesta Karakoruma. Je del doline Orkhon, kulturna krajina svetovne dediščine. 
Abtai Sain Kan, mongolski vladar Khalkhov in dedek Zanabazarja, prvi Jebtsundamba Khutuktu, je odredil gradnjo samostana Erdene Zuu leta 1585 po srečanju s 3. dalajlamo in sprejetjem tibetanskega budizma kot državne religije Mongolije.  Kamni iz bližnjih ruševin starodavnega mongolskega glavnega mesta Karakoruma so bili uporabljeni pri njegovi gradnji. Načrtovalci so poskušal ustvariti obodni zid, ki bi spominjal na budistični rožni venec in se ponaša s 108 stupami (108 je sveto število v budizmu), vendar ta cilj ni bil najbrž nikoli dosežen. Samostanske stene so bile pobarvane in streha v kitajskem slogu prekrita z zelenimi ploščicami. 
Samostan je bil leta 1688 poškodovan v enem od številnih vojn med mongolskimi Dzungari in Khalkhi.  Samostan je bil obnovljen v 18. stoletju in leta 1872 je imel polnih 62 templjev in v njem je prebivalo do 1000 menihov. 
V skladu z legendo, je leta 1745 lokalni budistični učenec z imenom Bunia naredil več neuspešnih poskusov letenja z napravo, ki jo je izumil in je bila podobna padalu.
Leta 1939 je vodja komunistov Horlogijn Čojbalsan naročil samostan uničiti, kot del čistke, pri čemer so v Mongoliji uničili na stotine samostanov in ubili več deset tisoč menihov. Trije majhni templji in zunanja stena s stupami je preživela začetni juriš. Leta 1944 je Stalin pritisnil na Čojbalsana da se ohrani samostan (skupaj s samostanom Gandantegchinlen v Ulan Batorju) kot pomemben za mednarodne obiskovalce, kot je bil ameriški podpredsednik Henry Wallace, ki dokazujejo, da je komunistični režim dovoli svobodo veroizpovedi.  Leta 1947 so bili templji spremenjeni v muzeje in po štirih desetletjih, ki so sledila, deluje samo še samostan Gandan. 
Po padcu komunizma v Mongoliji leta 1990, je bil samostan predan lamam in Erdene Zuu je spet postal kraj čaščenja. Danes Erdene Zuu ostaja aktiven budistični samostan, kot tudi muzej, ki je odprt za turiste. 
Na hribu zunaj samostana stoji kamniti falus, ki se imenuje skala Kharkhorin. Falus pravijo, da naj bi pomagal pri kratenju spolnih potreb menihov in zagotovil njihovo dobro obnašanje. 

## Galerija
- Pogled na zunanji zid
- Tempelj Laviran v samostanu Erdene Zuu.
- Gautama Buddha
- Tempelj
- Zlata stupa
- Kamnita želva blizu samostana Erdene Zuu
- Tempelj
- Erdene Zuu
- Erdene Zuu
- zgradbe v Erdene Zuu
- Stupe
- Slika Buddhe
- Falična skala
- Samostan
- Tolkalo za vrata